# Frœschwiller
Frœschwiller település Franciaországban, Bas-Rhin megyében. Lakosainak száma 492 fő (2022. január 1.). Frœschwiller Gundershoffen, Langensoultzbach, Morsbronn-les-Bains, Reichshoffen és Wœrth községekkel határos.

## Népesség
A település népességének változása:
| Lakosok száma | 522  | 510  | 513  | 503  | 500  | 498  | 495  | 495  | 492  |
|               | 2013 | 2015 | 2016 | 2017 | 2018 | 2019 | 2020 | 2021 | 2022 |